# Уир, Роберт Уолтер
Роберт Уолтер Уир (англ. Robert Walter Weir; 18 июня, 1803, Нью-Йорк — 1 мая, 1889, Нью-Йорк) — американский художник-реалист, представитель нью-йоркской школы реки Гудзон.

## Жизнь и творчество
После окончания колледжа в 1821 году, некоторое время работал торговым агентом, прежде чем сменить профессию и стать профессиональным художником. В 1822—1824 годах изучал живопись в Нью-Йорке, при этом и сам подрабатывал учителем рисования. В 1824 году уехал на учёбу в Италию, где 1824—1825 годах жил во Флоренции, а в 1825—1827 годах — в Риме, где изучает работы Микеланджело, Рафаэля и других мастеров итальянского Возрождения. Вернулся в Нью-Йорк в 1834 году. Устроился преподавателем рисунка в Военную академию США в Вест-Пойнте, позднее стал профессор искусств этой академии. За годы преподавательской деятельности в Вест-Пойнте в 1834—1876 учениками Уира были многие известные военачальники армии США, в особенности участники Гражданской войны 1861—1865. Особые дружеские отношения связывали его с генералом Улиссом Грантом. Среди его студентов были такие мастера, как Джеймс Уистлер и Сет Истмен.
Был представителем нью-йоркской художественной школы реки Гудзон. Был выдающимся портретистом своего времени в США, его кисти принадлежат портреты многочисленных политических и культурных деятелей страны середины XIX века. Большое внимание уделял также исторической живописи. Одна из лучших картин художника, «Молитва отцов-пилигримов», была приобретена в 1837 году Конгрессом США и в 1843 помещена на ротонде Капитолия в Вашингтоне.

## Семья
Был дважды женат, и в этих браках имел 16 детей. Один из его сыновей, родившийся в 1841 году Джон Фергюсон Уир, также художник и скульптор, в 1866 становится членом Национальной академии дизайна, и в 1868 — художественной школы Йельского университета. Другой, Джулиен Олден Уир, изучал живопись под руководством отца, а также художника Жана-Леона Жерома. Писал портреты и пейзажи, жанровые картины. Один из основателей Общества американских художников в 1877 году, член Национальной академии дизайна с 1886 года.

## Галерея
- Джон Кенфилд Спенсер
- Портрет сына
 (Джон Фергюсон Уир)
- Уинфилд Скотт
- Джон Итон
- Молитва отцов-пилигримов
- Микроскоп, 1849
- Санта-Клаус, 1862
- Разговор через вуаль, 1863
- Река Гудзон близ Хобокена, 1878
- Герцог Бурбонский во время похода на Рим в мае 1527 года